# Jimmy Heath
Jimmy Heath (Philadelphia, 1926. október 25. – Loganville, 2020. január 19.) amerikai szaxofonista, fuvolás, zeneszerző, big band zenekarvezető.

## Pályafutása
Heath 1945-46-ban a Nat Towles Band altszaxofonos tagja volt. Philadelphiában zeneszerzőként és hangszerelőként tevékenykedett, többek között John Coltrane és Benny Golson számára. Egyik első nagy együttesében játszott John Coltrane, Benny Golson, Specs Wright, Cal Massey, Johnny Coles, Ray Bryant, Nelson Boyd is.
1948-ban bátyjával – Percy Heath-el – és Howard McGhee-vel Európában turnézott, majd csatlakoztak Dizzy Gillespie big bandjéhez. Tenorszaxofonra váltott, hogy ne úgy szóljon hangszere, mint Charlie Parkeré.
Az 1950-es évek elején Miles Davisszel, J. J. Johnsonnal, Milt Jacksonnal és Kenny Clarke-kal turnézott.
Heath hét éven át heroinfüggő volt: 1954-ben egy kábítószer-bűncselekmény miatt felfüggesztett börtönbüntetést kapott, és arra kényszerült, ne vállalhasson munkát a városon kívül. A második letartóztatásnak köszönhetően Heath közel négy és fél évet börtönben töltött, ahol a börtön big bandjét vezette. Amellett írt. Feltételes szabadlábra helyezése miatt Heathnek Philadelphiában kellett maradnia. 1959-ben szabadult ugyan, de nem tudott Miles Davis együttesében játszani.
Cannonball Adderley és Philly Joe Jones felkérték, hogy helyettük a Riverside Records hangszerelője legyen.
Az 1970-es években testvéreivel, Percy-vel és Tootie-val megalakította a legendássá vált The Heath Brothers zenekart. Több mint 100 albumuk jelent meg, Heath több mint 100 kompozíciót írt. A lemezeken olyan zenészek szerepeltek, mint Art Farmer, Cannonball Adderley, Clark Terry, Chet Baker, Miles Davis, James Moody, Milt Jackson, Ahmad Jamal, Ray Charles, Dizzy Gillespie, J.J. Johnson és Dexter Gordon.
Heath hét szvitet és két vonósnégyest is komponált. 2011-ben jelent meg önéletrajza, (I Walked With Giants), amelyet Joseph McLarennel közösen írt.
Jimmy Heath 2020 januárjában halt meg, 93 évesen. Utolsó (posztumusz) albumán vendégénekesként Cécile McLorin Salvant és Gregory Porter is közreműködött.

## Albumok
- 2014: Togetherness
- 2006: Turn Up the Heath
- 1995: You or Me
- 1994: You've Changed
- 1992: Little Man, Big Band
- 1987: Peer Pleasure
- 1985: New Picture
- 1979: In Motion
- 1975: Picture of Heath
- 1975: Marchin' On
- 1974: Time and the Place
- 1973: Love and Understanding
- 1972: The Gap Sealer
- 1972: Jimmy
- 1964: On the Trail
- 1963: Swamp Seed
- 1963: Fast Company
- 1962: Triple Threat
- 1961: The Quota
- 1960: Really Big!
- 1959: The Thumper

## Díjak
- Grammy-díj jelölések: 1980, 1994, 1995
- 2003: NEA State Foundation Jazz Masters Fellowship – életmű díj
- 2011: Jazz Journalists Association − életmű díj

## Fordítás
Ez a szócikk részben vagy egészben  a   Jimmy Heath című német Wikipédia-szócikk ezen változatának fordításán alapul.  Az eredeti cikk szerkesztőit annak laptörténete sorolja fel. Ez a jelzés csupán a megfogalmazás eredetét és a szerzői jogokat jelzi, nem szolgál a cikkben szereplő információk forrásmegjelöléseként.